# アンシュー・ジェイン

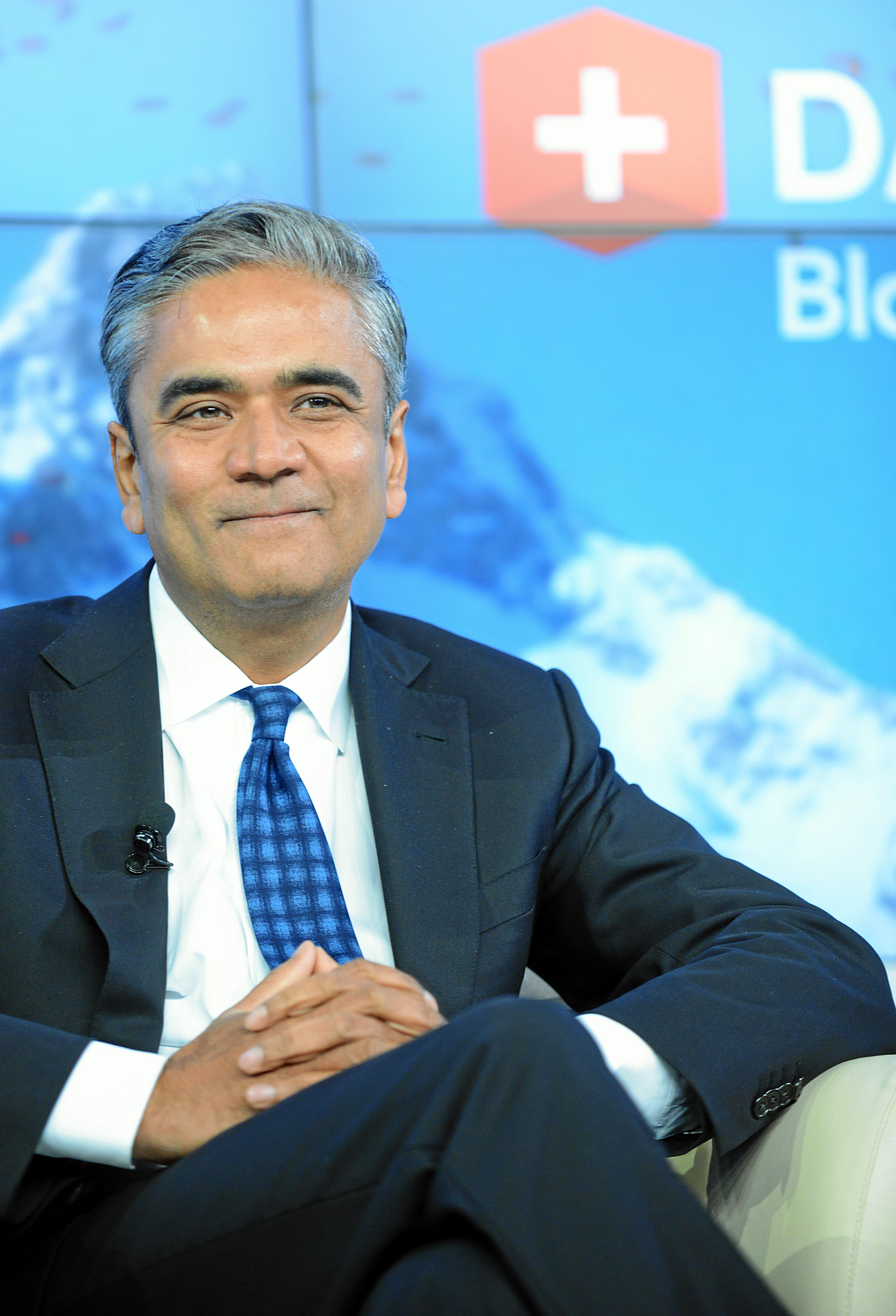
2013年の世界経済フォーラムにて

アンシュー・ジェイン（Anshu Jain、1963年1月7日 - 2022年8月12日）は、ドイツの実業家。ドイツ銀行前共同最高経営責任者(CO-CEO)。

## 経歴
1963年1月7日インドのラージャスターン州ジャイプルで生まれる。
1983年デリーにあるデリー大学シュリラム・カレッジ・オブ・コマースを卒業後渡米。マサチューセッツ大学アマースト校でMBAを取得している。
1985年から3年間 キダー・ピーボディ＆カンパニー（現UBSグループ）に勤務した後、メリルリンチで活躍。1995年にドイツ銀行に移籍すると2000年に債券部門の責任者、2004年債券・株式の販売・トレーディング部門を率い2010年法人・投資銀行部門の責任者となりドイツ銀を債券市場における有力銀行に育てた。2011年7月ユルゲン・フィッチェンとともに共同頭取兼CEO(最高経営責任者)に就任したが2015年6月で辞任。
2022年8月12日、死去。59歳没。約5年前から十二指腸癌を患っていた。